# Шалено закоханий
«Шалено закоханий» (італ. Innamorato pazzo) — італійська комедія. Фільм творчого дуету Кастеллано і Піполо з Адріано Челентано і Орнеллою Муті у головних ролях. Прем'єра комедії відбулася 18 грудня 1981 року. У фільмі було повторено сюжет картини «Римські канікули» (1953) Вільяма Вайлера, головні ролі якої виконали Одрі Гепберн та Грегорі Пек.

## Сюжет
Хлопець на ім'я Барнаба Чіккіні (Адріано Челентано) працює водієм автобуса в Римі. Він бідний, грубуватий, але це не заважає йому бути веселим і компанійським і не обділеним жіночою увагою. Одного разу Барнаба знайомиться з пасажиркою свого автобуса і шалено в неї закохується. Дівчина відповідає взаємністю, але незабаром з'ясовується, що Крістіна (Орнелла Муті) не проста дівчина, а принцеса. Також виявляється, що вона не може одружитися зі звичайним водієм автобуса, та й до всього, батьки дівчини вже засватали її з мільйонером, який має врятувати їх фінансове становище. Але по вуха закоханий Барнаба не має наміру відступати, і готовий піти на все, лише бути з Крістіною.

## У головних ролях
- Адріано Челентано — Барнаба Чіккіні
- Орнелла Муті — Крістіна
- Адольфо Челі — Король Густаво
- Джеррі Вейтер — офіціант
- Енцо Гарінеї — консул
- Тіберіо Мурджа — продавець килимів
- Коррадо Олмі — майор
- Мілла Саннонер — Королева Бетсі
- Раффаеле Ді Сіпіо — епізод
- Діно Кассіо — офіцер

## Знімальна група
- Режисер — Франко Кастеллано, Джузеппе Мочча;
- Сценарій — Франко Кастеллано, Джузеппе Мочча;
- Продюсер — Маріо Чеккі Горі, Вітторіо Чеккі Горі;
- Оператор — Даніло Дезідері;
- Композитор — Бруно Дзамбріні;
- Художник — Бруно Амальфітано, Вейн;
- Монтаж — Антоніо Січільяно.

## Оцінки

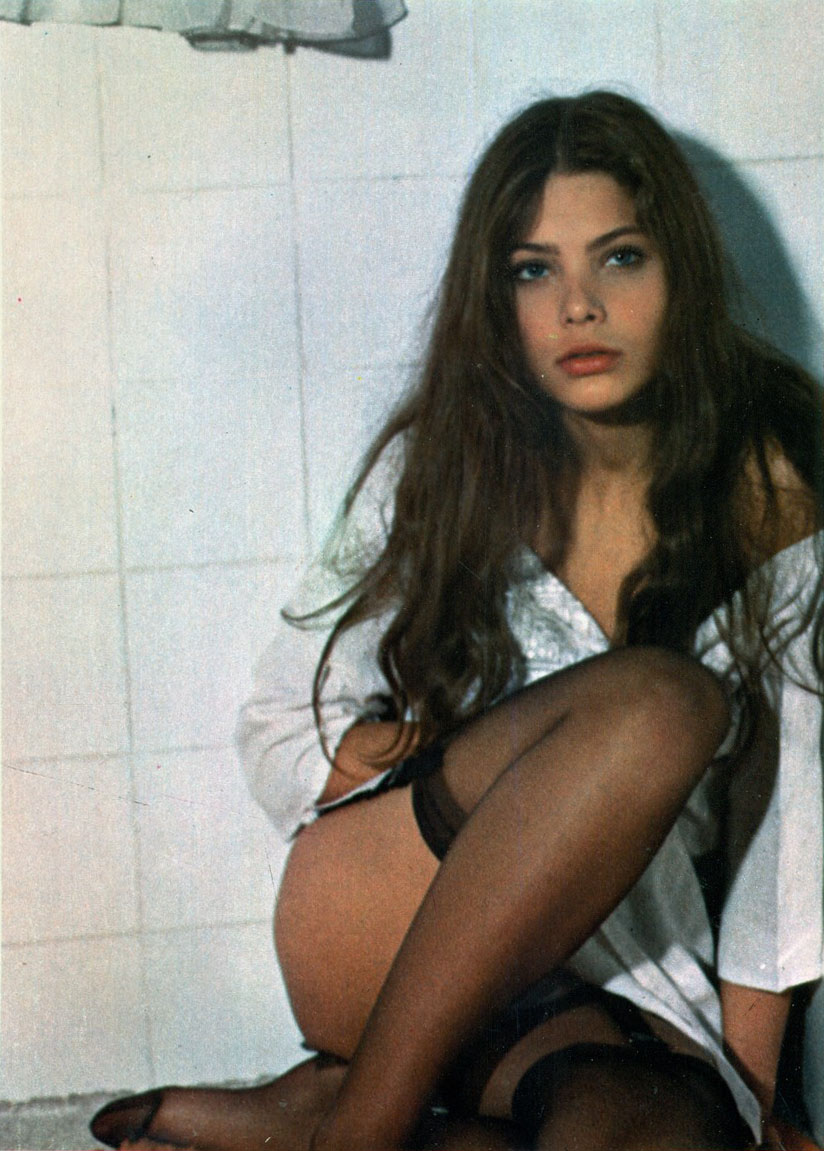
Орнелла Муті — виконавиця головної ролі, принцеси Крістіни

| Ліві лапки | «Другий і останній фільм режисерського тандему Кастеллано-Піполо за участю акторського дуету Адріано Челентано і Орнелли Муті. У радянському кінопрокаті з великим успіхом демонструвалася попередня комедія цієї четвірки італійських кінематографістів — „Приборкання норовливого“. А цю картину цілком можна було б назвати „Приборкання норовливої“, оскільки герой Челентано, звичайний водій римського автобуса на ім'я Барнаба, неодмінно хоче завоювати серце Христини, прекрасної принцеси нікому не відомого маленького князівства Сен-Туліп. Тут відразу ж напрошуються явні аналогії з відомою американською стрічкою „Римські канікули“ Вільяма Уайлера. У фільмі „Шалено закоханий“ теж містяться кумедні моменти, і гумор не такий вже вульгарний і грубий, як в наступних комедіях з популярним співаком і актором. Цікаво, що він воліє вибирати собі в партнерки дуже красивих актрис (Шарлотта Ремплінг, Елеонора Джорджі, Кароль Буке й інші), тим самим майже безпрограшно привертаючи увагу чоловічої частини глядачів. А ось власною грубуватою чарівністю «самця» вміє зачарувати вдячних глядачок» — російський кінокритик Сергій Кудрявцев, книга «3500 кінорецензій» Оригінальний текст (рос.) «Второй и последний фильм режиссёрского тандема Кастеллано-Пиполо с участием актёрского дуэта Адриано Челентано и Орнеллы Мути. В советском кинопрокате с большим успехом демонстрировалась предшествующая комедия этой четвёрки итальянских кинематографистов — «Укрощение строптивого». А данную картину вполне можно было бы назвать «Укрощением строптивой», поскольку герой Челентано, обычный водитель римского автобуса по имени Барнаба, непременно хочет завоевать сердце Кристины, прекрасной принцессы никому не ведомого маленького княжества Сен-Тулип. Тут сразу же напрашиваются явные аналогии с известной американской лентой «Римские каникулы» Уильяма Уайлера. В фильме «Безумно влюблённый» тоже содержатся забавные моменты, и юмор не такой уж пошлый и грубый, как в последующих комедиях с популярным певцом и актёром. Любопытно, что он предпочитает выбирать себе в партнёрши очень красивых актрис (Шарлотт Рэмплинг, Элеонора Джорджи, Кароль Буке и др.), тем самым почти беспроигрышно привлекая внимание мужской части зрителей. А вот собственным грубоватым обаянием «самца» умеет очаровать благодарных зрительниц» | Праві лапки |

| Ліві лапки | «В „Шалено закоханому“ досить успішно обігрується знамениті "Римські канікули" (1953) Вільяма Уайлера. Замість Одрі Хепберн знімалася не менше прекрасна Орнелла Муті. А замість красеня Грегорі Пека — Адріано Челентано, який аж ніяк не відрізняється витонченістю вигляду. Тут він був відчайдушним водієм автобуса, що закохався в дочку мільйонера. Грубуватим, солоним, але до біса привабливим хлопцем... Героїня Орнелли Муті — дочка мільйонера. У фільмі чимало дотепних жартів, пікантних ситуацій. Актори грали легко, з чудовим настроєм, який не міг не передатися глядачам під час сеансу. До речі, ці зйомки стали приводом для роману Муті і Челентано вже не на екрані, а в житті, про що, зрозуміло, не раз писала преса...» — російський кінокритик Олександр Федоров Оригінальний текст (рос.) «В „Безумно влюбленном“ довольно успешно обыгрываются знаменитые "Римские каникулы" (1953) Уильяма Уайлера. Вместо Одри Хепберн снималась не менее прекрасная Орнелла Мути. А вместо красавца Грегори Пека — отнюдь не отличающийся изяществом облика Адриано Челентано. Здесь он был бесшабашным водителем автобуса, влюбившимся в дочь миллионера. Грубоватым, неотесанным, но чертовски обаятельным парнем... Героиня Орнеллы Мути — дочь миллионера. В фильме немало остроумных шуток, пикантных ситуаций. Актеры играли легко, с отличным настроением, которое не могло не передаться зрителям во время сеанса. Кстати, эти съемки послужили поводом для романа Мути и Челентано уже не на экране, а в жизни, о чем, разумеется, не раз писала пресса...» — Александр Федоров | Праві лапки |